# 大聖院 (四日市市)
大聖院（だいしょういん）は、三重県四日市市にある真言宗醍醐派の仏教寺院。山号は無動山（むどうさん）。松井寺（まついでら）の寺号を有する。本尊は不動明王。

## 歴史
寺伝によれば、天平10年（738年）、行基の開山に係る古刹とされ、当初は西方の愛宕山に位置し、塔頭17院を有する大寺であったと言われる。
天正年間（1573年 - 1592年）、織田信長配下の軍勢に攻められ、諸堂宇は焼失した。時の住職蓮華法印は、本尊の不動明王立像を背負って持ち出し、難を逃れた。
元禄3年（1690年）、中興第4世大僧都、海養法印は寺院を現在地に移し、寺名を大聖院松井寺と改めた。
本尊の不動明王立像は、平安後期の作で、国の重要文化財に指定されている。この尊像は平安時代の武将、源頼義が陣中にて不動明王を感得し、京の仏師定朝に刻ませ、生涯念持仏として信奉したと伝えられ、その後幾度かの変遷を経て、当山の本尊となった。秘仏のため、現在は一切御開帳されない。

## 文化財
- 木造不動明王立像（国の重要文化財）　秘仏　非公開
- 絹本著色釈迦三尊十六善神像（県指定有形文化財（絵画））秘仏　非公開

## 所在地
- 三重県四日市市日永2丁目-11-7

## 年中行事
- 1月1日  修正会
- 1月28日 初不動会（現在、本尊開扉しない）
- 7月28日 不動盆会（現在、本尊開扉しない）
- 毎月28日 不動尊御縁日、護摩供養

## 周辺
- 中央緑地公園
- 両聖寺（市指定無形民俗文化財 つんつくおどり）

## アクセス
- 四日市あすなろう鉄道内部線・八王子線 日永駅より東へ約100m。
- 国道1号中央緑地口より西へ約600m。